# 朱南孙
朱南孙（1921年1月—2023年12月20日），女，汉族，江苏南通人，中国中医妇科学家，上海中医学院教授、主任医师，第三届国医大师，“朱氏妇科”第三代传人。

## 家庭
祖父朱南山，父亲朱小南。